# El diablo de las vidalas
El diablo de las vidalas es una película en blanco y negro de Argentina dirigida por Belisario García Villar sobre su propio guion escrito sobre el argumento de Pedro Gregorio Madrid que filmó en 1950. La película, que nunca fue estrenada comercialmente, tuvo como protagonistas a Hilda Vivar y Jorge Molina Salas.
El autor del libreto fue Pedro Gregorio "Perico" Madrid (1904-1963), figura muy popular en todos los ámbitos de Tucumán, escritor, periodista, a veces funcionario, dirigente del boxeo y empresario en ese momento del Teatro Alberdi.

## Sinopsis
El filme trata acerca del general Gregorio Aráoz de Lamadrid (1795-1857). Sobre este personaje los gauchos comenzaron a especular acerca de su supuesta inmortalidad a raíz de un episodio en la batalla de El Tala, del 27 de octubre de 1826, en que se batió solo contra quince soldados quienes, al no reconocerlo, le quebraron el tabique nasal, dos o tres costillas, le cortaron una oreja, lo hirieron en el estómago y luego le dieron un tiro de gracia. Cuando se enteraron de que se trataba de Lamadrid, volvieron al lugar pero el “cadáver” del “muerto” había desaparecido. Lamadrid, muy malherido, se había arrastrado hasta un zanjón recuperando fuerzas y después se refugió en un rancho.

## Prohibición
El filme fue prohibido por el Secretario de Informaciones Raúl Apold que cuestionó el tratamiento de próceres y hechos históricos que hacía la película que, según el funcionario, podían causar al espectador una impresión equivocada de lo que fuera la guerra de la independencia. Si bien más adelante se levantó la prohibición, el filme nunca fue estrenado comercialmente.

## Reparto
- Hilda Vivar
- Jorge Molina Salas
- José Luis Zubillaga
- Oscar Chez
- Oscar Fuentes
- Isabel Ferri
- Mabel Santángelo
- Paul Ellis